# Kościół farny św. Stanisława Biskupa w Borku Wielkopolskim
Kościół farny pw. św. Stanisława Biskupa – rzymskokatolicki kościół filialny w mieście Borek Wielkopolski. 
Kościół został zbudowany w latach 1469–1477 z fundacji biskupa poznańskiego Andrzeja z Bnina w miejsce istniejącego wcześniej kościoła drewnianego. W tym okresie był kościołem parafialnym. W XVII wieku został odnowiony oraz powiększony poprzez dobudowanie kaplicy. W 1792 roku dobudowano do niego wieżę oraz przebudowano XVII-wieczną kaplicę.
W 1824 r. w wyniku pożaru kościół został zniszczony. Odbudowano i równocześnie przebudowano w latach 1853–1860. Po tej przebudowanie został powtórnie poświęcony w 1860 roku przez biskupa poznańskiego Leona Przyłuskiego. Do roku 1869 był kościołem parafialnym, po czym stał się kościołem filialnym parafii w Borku Wielkopolskim.
Bryła kościoła jest w stylu późnogotyckim, która w czasie odbudowy po pożarze została przebudowana w stylu barokowym. Fundamenty i podstawa kościoła wykonana jest z kamienia, a mury z cegły. 
Wewnątrz kościoła znajduje się ołtarz główny pochodzący z 1857 roku w stylu późnoklasycystycznym oraz dwa ołtarze boczne z 1860 roku. 
W 1956 roku kościół wraz z przyległym terenem został uznany za zabytek.